# Isaac Macharia Wanjohi
Isaac Macharia Wanjohi (25 november 1978) is een Keniaanse langeafstandsloper, die is gespecialiseerd in de halve en de hele marathon.

## Loopbaan
Macharia Wanjohi maakte zijn marathondebuut in Berlijn in 2004. Hierbij finishte hij op een negende plaats in 2:11.26. Het jaar erop werd hij tiende op de New York City Marathon met een tijd van 2:14.21. Zijn eerste succes behaalde hij later dat jaar door de marathon van Nagano op zijn naam te schrijven in een persoonlijk record van 2:10.09.
Op 15 april 2007 veroverde Macharia Wanjohi in de marathon van Rotterdam onder zware omstandigheden een vierde plaats met een tijd van 2:12.06. In 2008 verbeterde hij zijn PR op de marathon verder tot 2:07.16 door tweede te worden in de marathon van Dubai. In 2009 won hij de marathon van Nagano en werd zevende bij de Chicago Marathon. Het jaar er op won hij de Yellow River Estuary International in Dongying en hield hier $ 30.000 aan prijzengeld aan over.

## Persoonlijke records
| Onderdeel      | Prestatie | Datum           | Plaats    |
| -------------- | --------- | --------------- | --------- |
| 5 km           | 13.36     | 6 oktober 2002  | Syracuse  |
| 10 km          | 28.26     | 6 april 2008    | Berlijn   |
| 20 km          | 58.52     | 11 oktober 2009 | Chicago   |
| halve marathon | 1:00.48   | 28 oktober 2007 | New Delhi |
| 25 km          | 1:13.58   | 11 oktober 2009 | Chicago   |
| 30 km          | 1:29.29   | 11 oktober 2009 | Chicago   |
| marathon       | 2:07.16   | 18 januari 2008 | Dubai     |

## Palmares

### 10 km
- 2003:  Clermond Ferrand - 28.34
- 2003:  Twinner à Angers - 28.58
- 2008:  Vidovdan in Brcko - 28.38

### halve marathon
- 2002:  halve marathon van Salzburg - 1:01.33
- 2002:  halve marathon van Boulogne Billancourt - 1:02.46
- 2003:  halve marathon van Djibouti - 1:06.34
- 2003:  halve marathon van Berlijn - 1:02.36
- 2003: 5e halve marathon van Boulogne-Billancourt - 1:03.40
- 2004:  halve marathon van Reading - 1:02.05
- 2004:  halve marathon van Bath - 1:02.50
- 2004:  halve marathon van Wilmslow - 1:01.52
- 2004:  halve marathon van Bogotá - 1:04.02
- 2004:  Great Scottish Half-Marathon - 1:02.01
- 2005:  halve marathon van Bogotá - 1:04.13
- 2005:  halve marathon van Maracaibo - 1:05.10
- 2006:  halve marathon van Bogotá - 1:04.02,2
- 2006:  Route du Vin - 1:00.53
- 2007:  halve marathon van Bogotá - 1:03.40
- 2007:  Great Scottish Half-Marathon - 1:02.42
- 2007:  halve marathon van New Delhi - 1:00.48
- 2008:  halve marathon van Bogotá - 1:03.34
- 2009: 5e halve marathon van Praag - 1:01.32
- 2009:  halve marathon van Bogotá - 1:02.49
- 2010:  halve marathon van Bogotá - 1:04.39
- 2011: 5e halve marathon van Bogotá - 1:05.26
- 2012: 5e halve marathon van Bogotá - 1:05.02

### marathon
- 1998: 6e marathon van Livorno - 2:25.56
- 2000: 14e marathon van Istanboel - 2:37.26
- 2004: 4e marathon van Madrid - 2:20.30
- 2004: 9e marathon van Berlijn - 2:11.26
- 2005:  marathon van Nagano - 2:10.59
- 2005: 10e New York City Marathon - 2:14.21
- 2006:  marathon van Nagano - 2:12.44
- 2007: 4e marathon van Rotterdam - 2:12.06
- 2008:  marathon van Dubai - 2:07.16
- 2009:  marathon van Culiacán - 2:14.30
- 2009:  marathon van Nagano - 2:11.21
- 2009: 6e Chicago Marathon - 2:11.09
- 2009:  marathon van Mazatlán - 2:17.34
- 2009:  marathon van Shanghai - 2:11.36
- 2010: 4e marathon van Pittsburgh - 2:21.04
- 2010:  marathon van Dongying - 2:11.44
- 2010:  marathon van Shanghai - 2:12.54
- 2011: 4e marathon van Wenen - 2:09.43
- 2012: 10e marathon van Seoel - 2:11.00